# Amphiktyon (Eponym)
Amphiktyon (griechisch Ἀμφικτύων Amphiktýōn) ist eine Gestalt der griechischen Mythologie. Er gilt als Stifter und Eponymos der delphisch-pylischen Amphiktyonie.
Er war ein Sohn des Deukalion und der Pyrrha. Amphiktyon herrschte über die Lokrer und hatte nahe Anthela bei den Thermopylen neben dem Heiligtum der Demeter Amphiktyonis einen Tempel.
Als seine Söhne werden Itonos, der Vater des Boiotos, und Aitolos, der Vater des Physkos genannt, sowie manchmal auch Malos, der Gemahl der Muse Erato. Gemäß einer anderen Herleitung war Amphiktyon nicht Großvater, sondern – mit Chthonopatra – Vater des Physkos; dies würde zu jener Variante seiner Genealogie passen, nach welcher Amphiktyon nicht Sohn, sondern Enkel des Deukalion war.